# Cercado Abajo
Cercado Abajo är en ort i Dominikanska republiken.   Den ligger i provinsen San Juan, i den västra delen av landet, 160 km väster om huvudstaden Santo Domingo. Cercado Abajo ligger 740 meter över havet och antalet invånare är 5 316.
Terrängen runt Cercado Abajo är kuperad åt nordost, men åt sydväst är den bergig. Runt Cercado Abajo är det ganska tätbefolkat, med 67 invånare per kvadratkilometer. Närmaste större samhälle är El Cercado, 0,73 km norr om Cercado Abajo. Omgivningarna runt Cercado Abajo är en mosaik av jordbruksmark och naturlig växtlighet.